# Pau (Oristano)
Pau é uma comuna italiana da região da Sardenha, província de Oristano, com cerca de 351 habitantes. Estende-se por uma área de 14 km², tendo uma densidade populacional de 25 hab/km². Faz fronteira com Ales, Palmas Arborea, Santa Giusta, Villa Verde.